# Serra de Santa Catalina
La Serra de Santa Catalina, també coneguda com a Serra de Santa Catarina (en anglès: 'Santa Catalina Mountains') és una cadena muntanyosa que es localitza al nord i nord-est de Tucson a l'estat d'Arizona als Estats Units d'Amèrica, en el perímetre nord de Tucson. La serra és la més prominent de l'àrea de Tucson amb l'altitud mitjana més alta. El cim més alt de la Serra de Santa Catalina és el Mont Lemmon amb una elevació de 2.791 metres sobre el nivell del mar i anualment rep unes 457 centímetres de neu.
Inicialment era coneguda pels Pàpago com a Babad Do'ag, la Serra de Santa Catalina va rebre el seu nom actual el 1697 pel pare jesuïta italià Eusebio Francisco Kino en honor de Santa Caterina d'Alexandria.
El lloc de la prova biològica Biosfera II es troba a la vora nord de la serralada, a prop d'Oracle.

Vista panoràmica de la Serra de Santa Catalina a Tucson des del sud-oest.

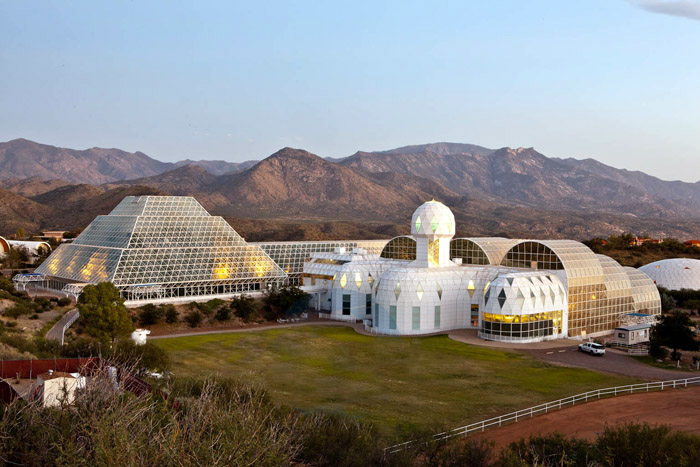
Vista de Biosfera II amb les muntanyes de Santa Catalina al fons.